# 曼斯菲爾德森特 (麻薩諸塞州)
曼斯菲爾德森特（英語：Mansfield Center）是位於美國麻薩諸塞州布里斯托縣的一個普查規定居民點。

## 人口
根據2020年美國人口普查的數據，曼斯菲爾德森特的面積為7.30平方千米，當中陸地面積為7.14平方千米，而水域面積為0.16平方千米。當地共有人口7830人，而人口密度為每平方千米1,072.6人。